# رضا عابدینی (بازیکن والیبال)
رضا عابدینی (متولد ۲۹ اردیبهشت ۱۳۷۰ در ساری) با قد دو متر وسه سانتیمتر، بازیکن تیم ملی والیبال است که در پست سرعتی سابقه حضور در لیگ برتر والیبال ایران با تیم‌های پارسه، کاله مازندران، بانک سرمایه، پیکان تهران و بانک کشاورزی و سایپا دارد. وی در اردیبهشت ۱۳۹۹ رسماً به تیم شهداب یزد پیوست.

## اولین حضور در ترکیب اصلی تیم ملی
رضا عابدینی پیش از سفر تیم ملی به جمهوری چک توسط کواچ به کشورمان بازگردانده شد تا همراه با تیم ملی ب تمرین کند اما همین رفت و برگشت کفایت می‌کرد تا عابدینی به یکی از پدیده‌ها و آتیه‌داران والیبال ایران بدل شود؛ با اینکه در لیگ برتر نمایش درخشانی داشت اما عضویت در تیم چهارم جهان برای والیبالیستی که فقط دو سال است حرفه‌ای بازی می‌کند، اتفاق برجسته‌ای است.
رضا عابدینی در تیم وزارت دفاع بود که دیده شد. بازی‌هایش در شروع خیلی چشم نواز نبود اما در پایان دور مقدماتی بهترین بازیکن تیمش قلمداد شد.این بازیکن سرعتی زن دربارهٔ تیمش در لیگ برتر والیبال می‌گوید:به عنوان یک بازیکن تازه‌وارد فشار زیادی روی من بود اما با تمریناتی که نفرزاده سرمربی تیم ملی داشتند به خوبی رشد کردم و خودم را ثابت کردم. اعتماد به نفس لازم را پیدا کرده‌ام و در ترکیب تیم جا افتادم. آموزش‌های فرهاد نفرزاده آنقدر برای عابدینی مؤثر بوده که بسیار به ایشان علاقه‌مند است و می‌گوید:در کنار ایشان آرامش دارم و راحت بازی می‌کنم.

## روی آوردن به والیبال به خاطر پدر
رضا در خانواده ای بزرگ شده که پدرش هم والیبالیست بوده اما با مصدومیت‌های زیادی روبرو شد و ورزش قهرمانی را زود ترک گفت. عابدینی می خواد کار ناتمام پدر را تکمیل کند:خیلی تلاش کردم و زحمت کشیدم هم برای خودم و هم خانواده ام. می‌خواهم تا پدرم راضی باشد پس ادامه می‌دهم.
اما چگونه شد که رضا به ورزش والیبال روی آورد؟ وی توضیح می‌دهد:در دوران راهنمایی تابستان و تعطیلات را در کانون‌های والیبال می‌گذراندم. ساعد می‌گرفتم و پنجه کار می‌کردم.منتها فقط برای تمرین و تفریح بود. کم‌کم به آن علاقه‌مند شدم و خانواده ام تشویق کردند. نزد مربیان خوب ساری قربان اصغری، رضا عرب و علی شاکری تمرین کردم اما بعد به خاطر مدرسه دو سال تمام از والیبال دور بودم. پس از آن بود که مربی شایسته والیبال استان بر حسب شناختی که از من داشت به دنبالم آمد و دعوتم کرد تا دوباره والیبال کار کنم. در واقع من والیبال را به شکل جدی نزد بهزاد محمودی که خودش از بهترین‌های دوران بازیکنی اش بود یادگرفتم. نقش او در پرورش من زیاد است. رضا عابدینی پس از کاشف خود بهزاد محمودی و عباس قاسمیان بازیکن و کاپیتان اسبق تیم ملی سومین والیبالیست ساروی است که به تیم ملی نزدیک شده‌است و نمی‌خواهد این فرصت را از دست بدهد:وقتی یاد ریاضت‌ها و تلاش‌های خودم می‌افتم، تلاشم مضاعف می‌شود. نمی‌توانم به همین اندازه راضی باشم. والیبال ایران پیشرفت زیادی داشته و بهترین تیم آسیا و یکی از نمونه‌های جهان است. قطعاً کارم سخت است و چون می‌دانم نباید عقب بیفتم هر روز تمرینات سنگینی را پشت سر می‌گذارم. دوست دارم روزی برسد که مازندرانی‌ها به وجودم افتخار کنند همان‌طور که خودم به مازنی بودنم می‌بالم.
دومین حضور در ترکیب تیم ملی
در سال ۲۰۱۹ در جریان مسابقات انتخابی المپیک ۲۰۲۰ توکیو توسط ایگور کولاکوویچ سرمربی وقت تیم ملی به اردوی تیم ملی دعوت شد که در آن مسابقات تیم ملی والیبال ایران جواز حضور در المپیک را کسب کرد.
بهترین بازیکن در پست سرعتی از نظر مخاطبان
در اسفند ماه سال نود و هشت در جریان نظر سنجی بهترین بازیکن سال در پست‌های مختلف که توسط صفحه اینستاگرام هیئت والیبال تهران انجام شد، از نظر مخاطبان به عنوان بهترین بازیکن در پست سرعتی انتخاب شد.